# Venikselet
Venikselet är en sjö i Kalix kommun i Norrbotten och ingår i Töreälvens huvudavrinningsområde. Sjön har en area på 0,249 kvadratkilometer och ligger 69,2 meter över havet. Sjön avvattnas av vattendraget Töreälven (Tallån).

## Delavrinningsområde
Venikselet ingår i det delavrinningsområde (734908-180215) som SMHI kallar för Utloppet av Venikselet. Medelhöjden är 81 meter över havet och ytan är 1,72 kvadratkilometer. Räknas de 14 avrinningsområdena uppströms in blir den ackumulerade arean 300,01 kvadratkilometer. Avrinningsområdets utflöde Töreälven (Tallån) mynnar i havet. Avrinningsområdet består mestadels av skog (70 procent). Avrinningsområdet har 0,25 kvadratkilometer vattenytor vilket ger det en sjöprocent på 14,3 procent.